# رغل
الرُّغْل (الاسم العلمي: Atriplex) هو جنس نباتي يتبع الفصيلة القطيفية من رتبة القرنفليات.
يشمل أكثر من 250 نوعا كثير منها أصيل في الوطن العربي وبعضها دخيل.

## التسميات
يعرف هذا النبات بأسماء عدة منها: القَطَف أو القَطَفَة أو القَطَاف أو السَرْمَق (من الفارسية: سَرْمَهْ) أو السَرْمَج أو السَرْمَة أو قَطَف سَرْمَة أو البَقْل الذَهَبِي والحليم والأتريبلكس والطريبلكس.

## من أنواع الرغلالواطنةفيالوطن العربي
1. الرغل الزاحف (باللاتينية: Atriplex repens) في بلاد الشام ومرادفه رغل بيلانجيه (باللاتينية: Atriplex belangeri)
2. الرغل التتاري (باللاتينية: Atriplex tatarica) في بلاد الشام ومصر والمغرب العربي وشرق أوروبا وآسيا الوسطى
3. الرغل ثنائي الطبقة (باللاتينية: Atriplex dimorphostegia) في بلاد الشام ومصر والمغرب العربي
4. الرغل الديفيسي (باللاتينية: Atriplex davisii) في بلاد الشام ومصر وتركيا واليونان
5. الرغل الرمادي (باللاتينية: Atriplex glauca) في بلاد الشام ومصر والمغرب العربي وأيبيريا
6. الرغل الزحلاوي (باللاتينية: Atriplex zahlensis) في بلاد الشام
7. الرغل السهمي (باللاتينية: Atriplex sagittata) في بلاد الشام وتركيا والقوقاز ومعظم مناطق أوروبا
8. الرغل السوري أو الرغل الأبيض الفروع (باللاتينية: Atriplex leucoclada) أو الرغل التركماني (باللاتينية: Atriplex turcomanica) في بلاد الشام ومصر وجنوب القوقاز
9. الرغل الشاطئي أو الرغل البحري (باللاتينية: Atriplex littoralis) في بلاد الشام ومصر والمغرب العربي وبعض مناطق أوروبا
10. الرغل صغير السداة (باللاتينية: Atriplex micrantha) في بلاد الشام وحوض البحر الأسود
11. الرغل المضطجع (باللاتينية: Atriplex prostrata) في بلاد الشام ومصر والمغرب العربي ومعظم مناطق أوروبا
12. الرغل الملحي (باللاتينية: Atriplex halimus) في بلاد الشام ومصر والمغرب العربي وبعض مناطق جنوب أوروبا
13. الرغل المنفتح (باللاتينية: Atriplex patula) في بلاد الشام ومصر والمغرب العربي ومعظم مناطق أوروبا
14. الرغل الوردي (باللاتينية: Atriplex rosea) في بلاد الشام ومصر والمغرب العربي ومعظم مناطق أوروبا

## قائمة أنواع الرغل
يوجد عدة أنواع من جنس الرغل:
| - رغل بستاني (الاسم العلمي: Atriplex hortensis) - رغل ملحي (الاسم العلمي: Atriplex halimus) - رغل أبيض الفروع (الاسم العلمي: Atriplex leucoclada) - رغل زحلاوي (الاسم العلمي: Atriplex zahlensis) - رغل شاطئي (الاسم العلمي: Atriplex littoralis) - رغل طحيني (الاسم العلمي: Atriplex farinosa) - رغل توتي (الاسم العلمي: Atriplex semibaccata) - رغل دائري (الاسم العلمي: Atriplex nummularia) - رغل عدسي (الاسم العلمي: Atriplex lentiformis) - رغل غشائي (الاسم العلمي: Atriplex hymenelytra) - رغل مبيض (الاسم العلمي: Atriplex canescens) - رغل متموج (الاسم العلمي: Atriplex undulata) - رغل وردي (الاسم العلمي: Atriplex rosea) - رغل ثنائي الطبقة (الاسم العلمي: Atriplex dimorphostegia) - رغل حليمي (الاسم العلمي: Atriplex papillata) - رغل إسفنجي (الاسم العلمي: Atriplex spongiosa) - رغل إسفيني (الاسم العلمي: Atriplex cuneata) - رغل إكليلي (الاسم العلمي: Atriplex coronata) - رغل أرجنتيني (الاسم العلمي: Atriplex argentina) - رغل أزرق (الاسم العلمي: Atriplex glauca) - رغل أشعث الزهر (الاسم العلمي: Atriplex lasiantha) - رغل سناني (الاسم العلمي: Atriplex hastata) - رغل أقطع (الاسم العلمي: Atriplex truncata) - رغل ألتايوي (الاسم العلمي: Atriplex altaica) - رغل آسيا الوسطى (الاسم العلمي: Atriplex centralasiatica) - رغل باتاغوني (الاسم العلمي: Atriplex patagonica) - رغل باري (الاسم العلمي: Atriplex parryi) - رغل باريشي (الاسم العلمي: Atriplex parishii) - رغل برودي (الاسم العلمي: Atriplex frigida) - رغل بسيط (الاسم العلمي: Atriplex humilis) - رغل بيروفي (الاسم العلمي: Atriplex peruviana) - رغل بيضاوي (الاسم العلمي: Atriplex obovata) - رغل بيضاوي الورق (الاسم العلمي: Atriplex oblongifolia) - رغل بييري (الاسم العلمي: Atriplex perrieri) - رغل تتاري (الاسم العلمي: Atriplex tatarica) - رغل تكساني (الاسم العلمي: Atriplex texana) - رغل تيانشاني (الاسم العلمي: Atriplex tianschanica) - رغل ثلاثي الأسنان (الاسم العلمي: Atriplex tridentata) - رغل ثؤلولي (الاسم العلمي: Atriplex verrucifera) - رغل جبلي (الاسم العلمي: Atriplex oreophila) - رغل جرسي مزيف (الاسم العلمي: Atriplex pseudocampanulata) - رغل حاد الفلقات (الاسم العلمي: Atriplex acutiloba) - رغل حاد القنابات (الاسم العلمي: Atriplex acutibractea) - رغل خذروفي (الاسم العلمي: Atriplex turbinata) - رغل خلاني (الاسم العلمي: Atriplex alaschanica) - رغل رايتي (الاسم العلمي: Atriplex wrightii) - رغل رجلانية (الاسم العلمي: Atriplex portulacoides) - رغل رشيق (الاسم العلمي: Atriplex elegans) - رغل رمادي (الاسم العلمي: Atriplex cinerea) - رغل رمرامي (الاسم العلمي: Atriplex chenopodioides) - رغل زاحف (الاسم العلمي: Atriplex repens) - رغل سبخي (الاسم العلمي: Atriplex paludosa) - رغل سبه سنبلي (الاسم العلمي: Atriplex subspicata) - رغل سميك الأوراق (الاسم العلمي: Atriplex crassifolia) | - رغل سهمي (الاسم العلمي: Atriplex sagittata) - رغل سهمي الأوراق (الاسم العلمي: Atriplex sagittifolia) - رغل سهمي الشكل (الاسم العلمي: Atriplex sagittiformis) - رغل سوقطري (الاسم العلمي: Atriplex socotrana) - رغل سويقي (الاسم العلمي: Atriplex stipitata) - رغل سيبيري (الاسم العلمي: Atriplex sibirica) - رغل شائك (الاسم العلمي: Atriplex pungens) - رغل شبه قلبي (الاسم العلمي: Atriplex subcordata) - رغل شوكي (الاسم العلمي: Atriplex spinifera) - رغل شوكي القنابات (الاسم العلمي: Atriplex spinibractea) - رغل شوكي ثمار (الاسم العلمي: Atriplex acanthocarpa) - رغل شويكي (الاسم العلمي: Atriplex spinulosa) - رغل شيلي (الاسم العلمي: Atriplex chilensis) - رغل شيهمي (الاسم العلمي: Atriplex hystrix) - رغل صحراوي (الاسم العلمي: Atriplex deserticola) - رغل صغير (الاسم العلمي: Atriplex pusilla) - رغل صلب (الاسم العلمي: Atriplex robusta) - رغل عام (الاسم العلمي: Atriplex plebeja) - رغل عظمي (الاسم العلمي: Atriplex oestophora) - رغل فرانكني (الاسم العلمي: Atriplex frankenioides) - رغل فضي (الاسم العلمي: Atriplex argentea) - رغل فيليبيني (الاسم العلمي: Atriplex philippica) - رغل قرطبي (الاسم العلمي: Atriplex cordobensis) - رغل قزمي (الاسم العلمي: Atriplex pumilio) - رغل كاليفورني (الاسم العلمي: Atriplex californica) - رغل كثيف الساق (الاسم العلمي: Atriplex pachypoda) - رغل كلي الإثمار (الاسم العلمي: Atriplex holocarpa) - رغل لاجناحي (الاسم العلمي: Atriplex aptera) - رغل لين (الاسم العلمي: Atriplex mollis) - رغل مائل (الاسم العلمي: Atriplex suberecta) - رغل متعدد الثمر (الاسم العلمي: Atriplex polycarpa) - رغل متوج (الاسم العلمي: Atriplex cristata) - رغل مجعد (الاسم العلمي: Atriplex crispa) - رغل مخروطي مقلوب (الاسم العلمي: Atriplex obconica) - رغل مستدير الأوراق (الاسم العلمي: Atriplex rotundifolia) - رغل مسنن الأجنحة (الاسم العلمي: Atriplex odontoptera) - رغل مضجع (الاسم العلمي: Atriplex prostrata) - رغل مضلع (الاسم العلمي: Atriplex angulata) - رغل معنق (الاسم العلمي: Atriplex pedunculata) - رغل مغطى (الاسم العلمي: Atriplex vestita) - رغل مفترش (الاسم العلمي: Atriplex procumbens) - رغل مقرن (الاسم العلمي: Atriplex ornata) - رغل منتفخ (الاسم العلمي: Atriplex vesicaria) - رغل منسطح (الاسم العلمي: Atriplex humifusa) - رغل منفتح (الاسم العلمي: Atriplex patula) - رغل موريسي (الاسم العلمي: Atriplex morrisii) - رغل موليري (الاسم العلمي: Atriplex muelleri) - رغل نوتالي (الاسم العلمي: Atriplex nuttallii) - رغل هادئ (الاسم العلمي: Atriplex pacifica) - رغل وتسوني (الاسم العلمي: Atriplex watsonii) - رغل ورقي الغطاء (الاسم العلمي: Atriplex phyllostegia) - رغل ولشي (الاسم العلمي: Atriplex welshii) - رغل ولفي (الاسم العلمي: Atriplex wolfii) |